# Řenkov
Řenkov (německy Renkau) je vesnice, část obce Kovářov v okrese Písek v Jihočeském kraji. Leží 1,5 kilometru od Předbořic. Leží mezi Vladyčínem a Předbořicemi.

## Historie
První písemná zmínka o vesnici pochází z roku 1399. V roce 1497 svědčí Mašek a Hlavín Petr z Řenkova ve prospěch kovářovského faráře. Ves je uvedena v roce 1575 v majetku orlického panství Kryštofa ze Švamberka.

## Obyvatelstvo
| Rok            | 1869 | 1880 | 1890 | 1900 | 1910 | 1921 | 1930 | 1950 | 1961 | 1970 | 1980 | 1991 | 2001 | 2011 | 2021 |
| -------------- | ---- | ---- | ---- | ---- | ---- | ---- | ---- | ---- | ---- | ---- | ---- | ---- | ---- | ---- | ---- |
| Počet obyvatel | 116  | 99   | 104  | 103  | 95   | 92   | 88   | 66   | 63   | 52   | 41   | 27   | 24   | 21   | 26   |
| Počet domů     | 17   | 17   | 19   | 18   | 18   | 19   | 17   | 15   | 14   | 14   | 16   | 12   | 19   | 18   | 18   |

## Obecní správa
Při sčítání lidu v letech 1850–1963 Řenkov byl osadou obce Vladyčín v okrese Milevsko. Od roku 1964 je částí obce Kovářov v okrese Písek.

## Pamětihodnosti
- Nachází se zde několik roubených domů z 17. století a 18. století.[5]
- Paulova výklenková kaple se nachází u komunikace z vesnice směrem na Předbořice. Kaple je novější. V roce 2008 si ji nechal postavit místní občan na svém soukromém pozemku. Dne 28. září 2008 byla vysvěcená.[9]
- Lipoutův kříž se nalézá po pravé straně komunikace do vesnice ve směru od Březí. Jedná se litinový kříž s oválným štítkem na kamenném podstavci.[10]
- Ve vsi se nachází novější zvonička, která nese dataci 2012.

## Galerie

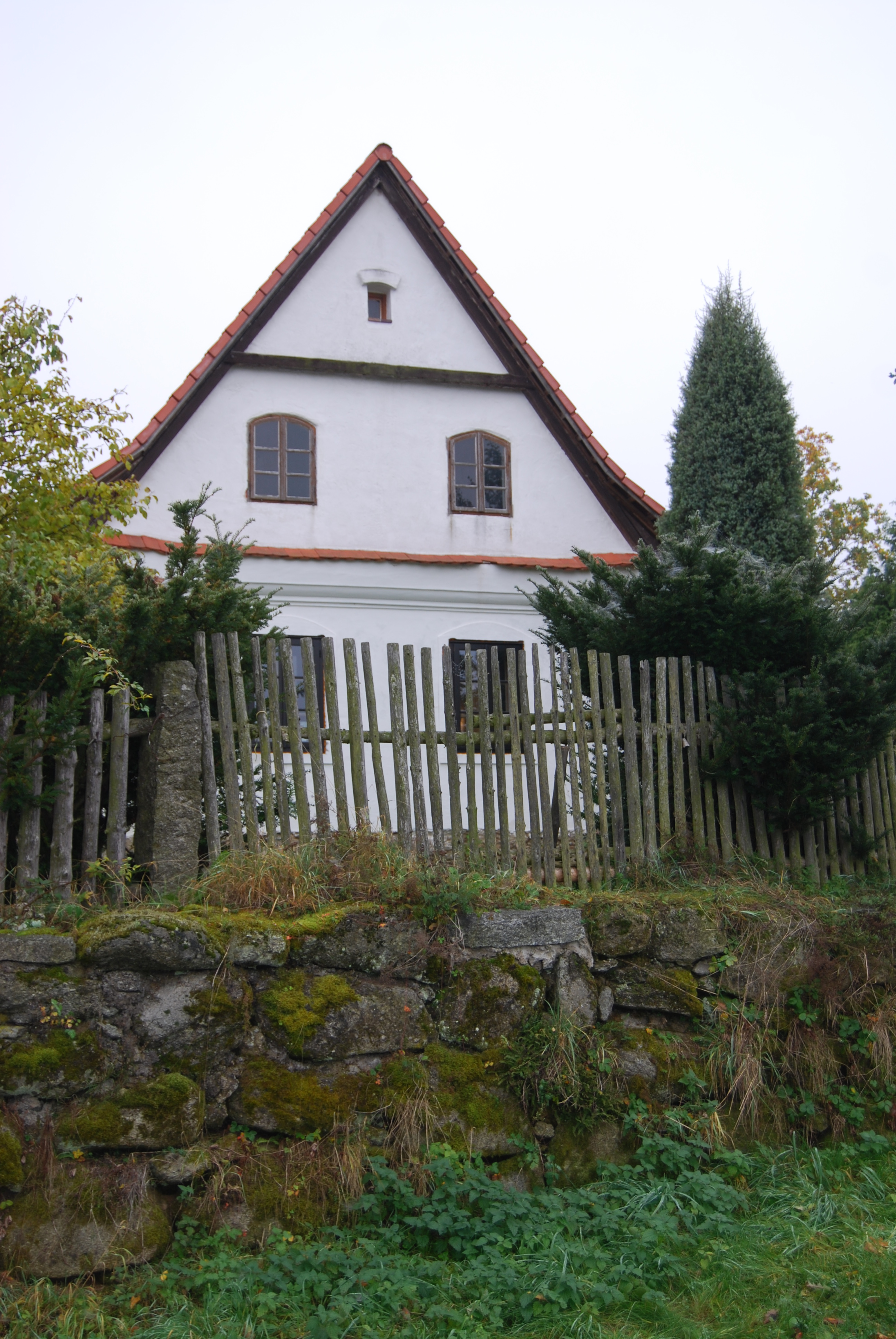
Dům ve vsi
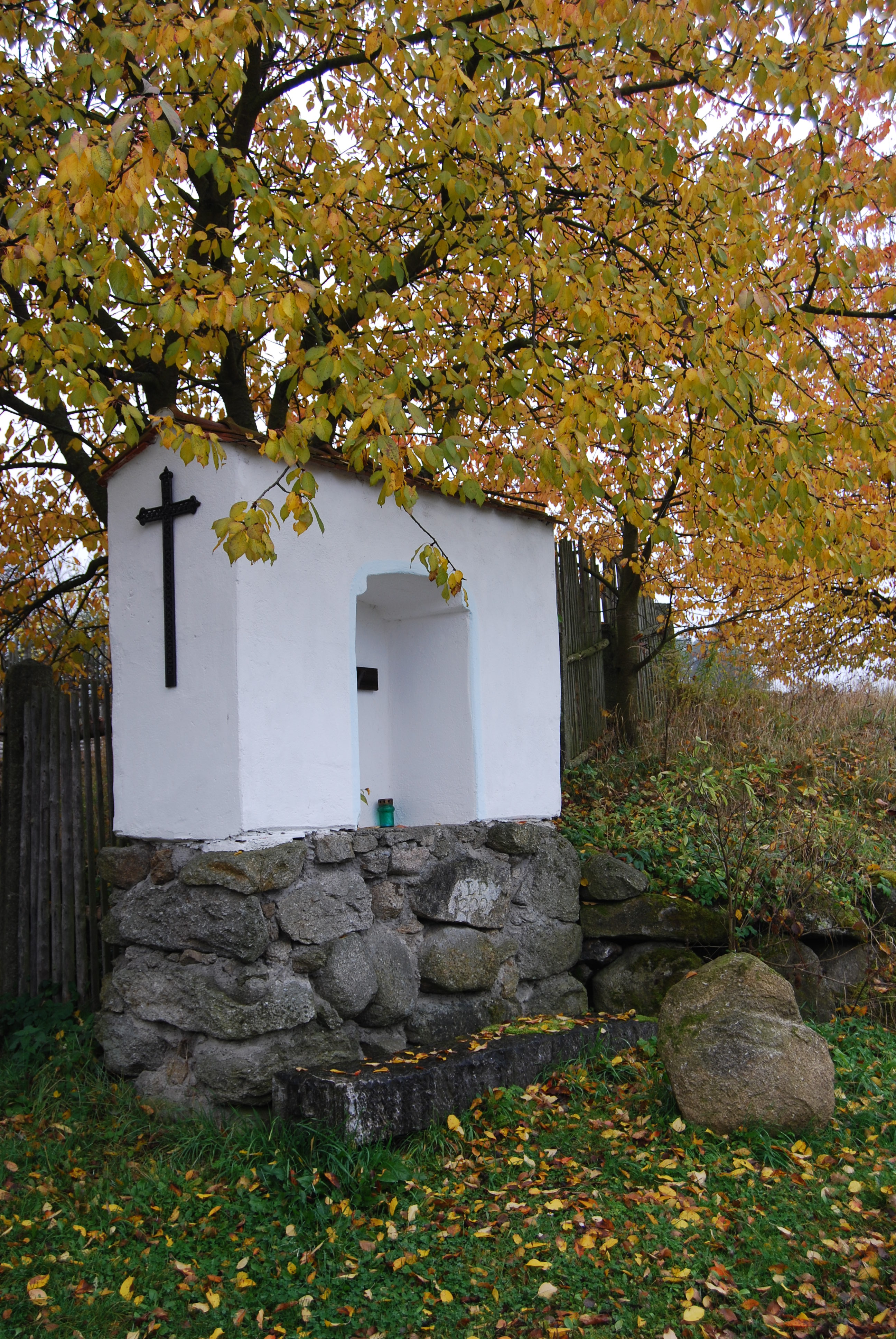
Paulova kaple
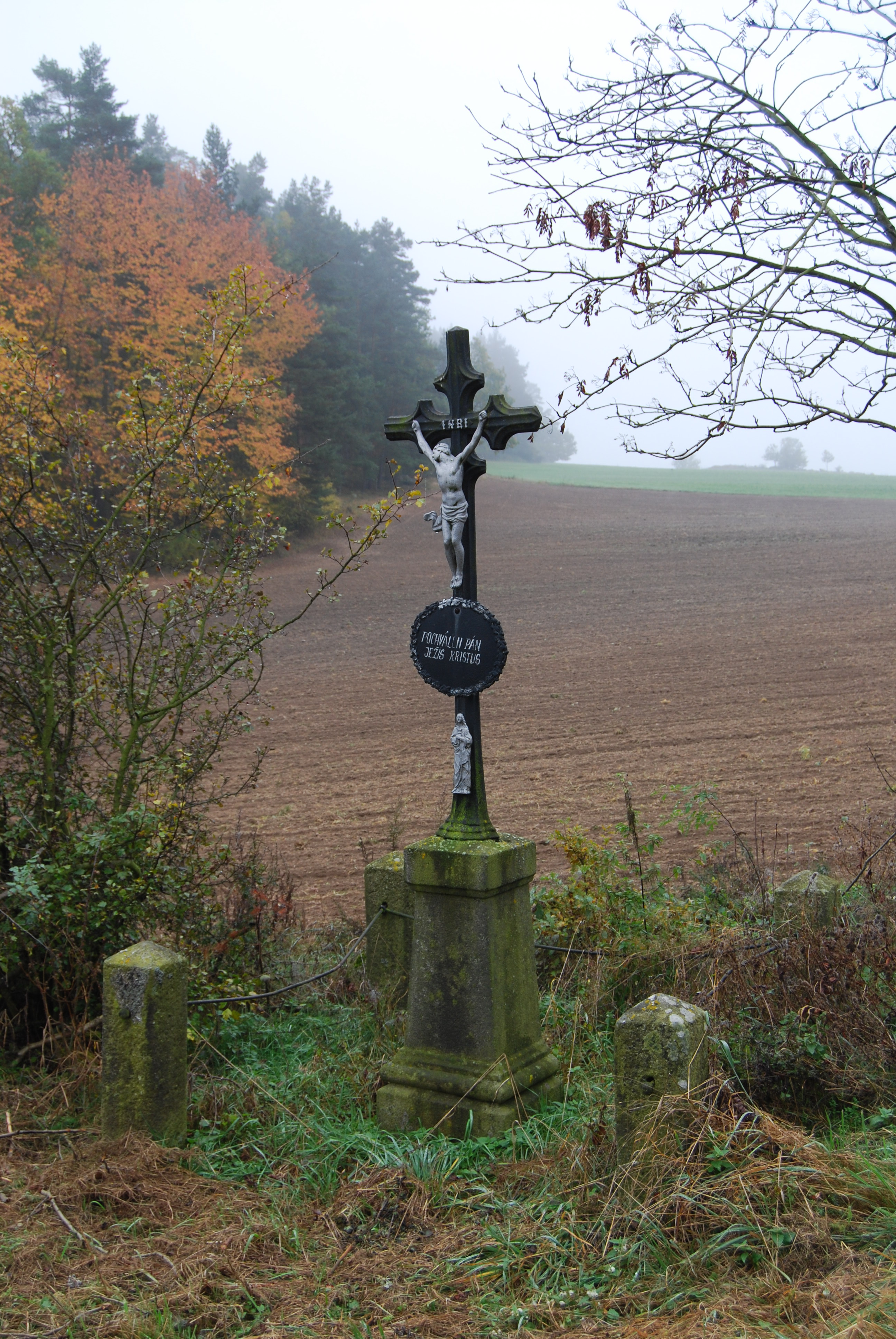
Lipoutův kříž
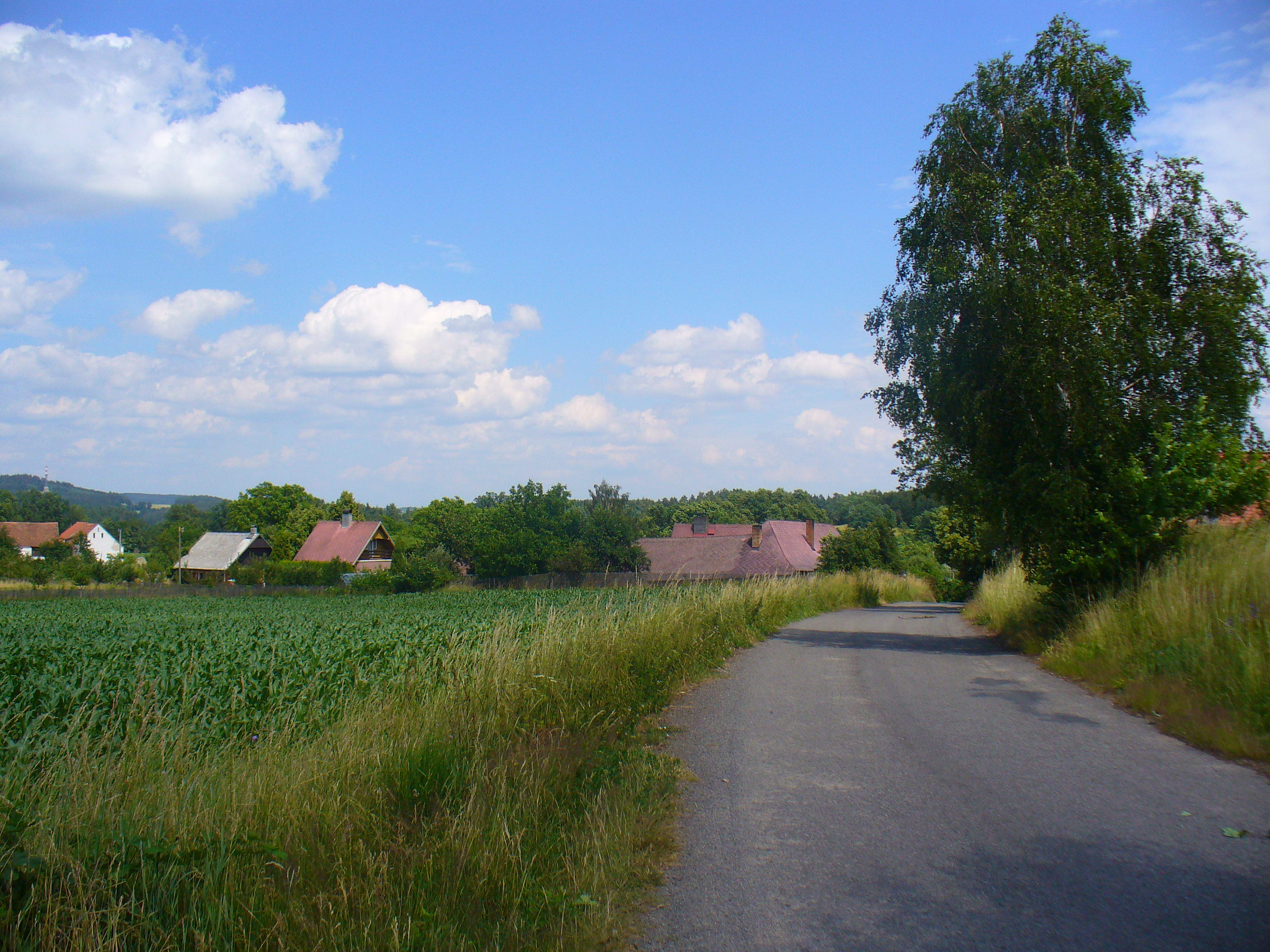
Pohled na část vesnice